# Arkia Israel Airlines

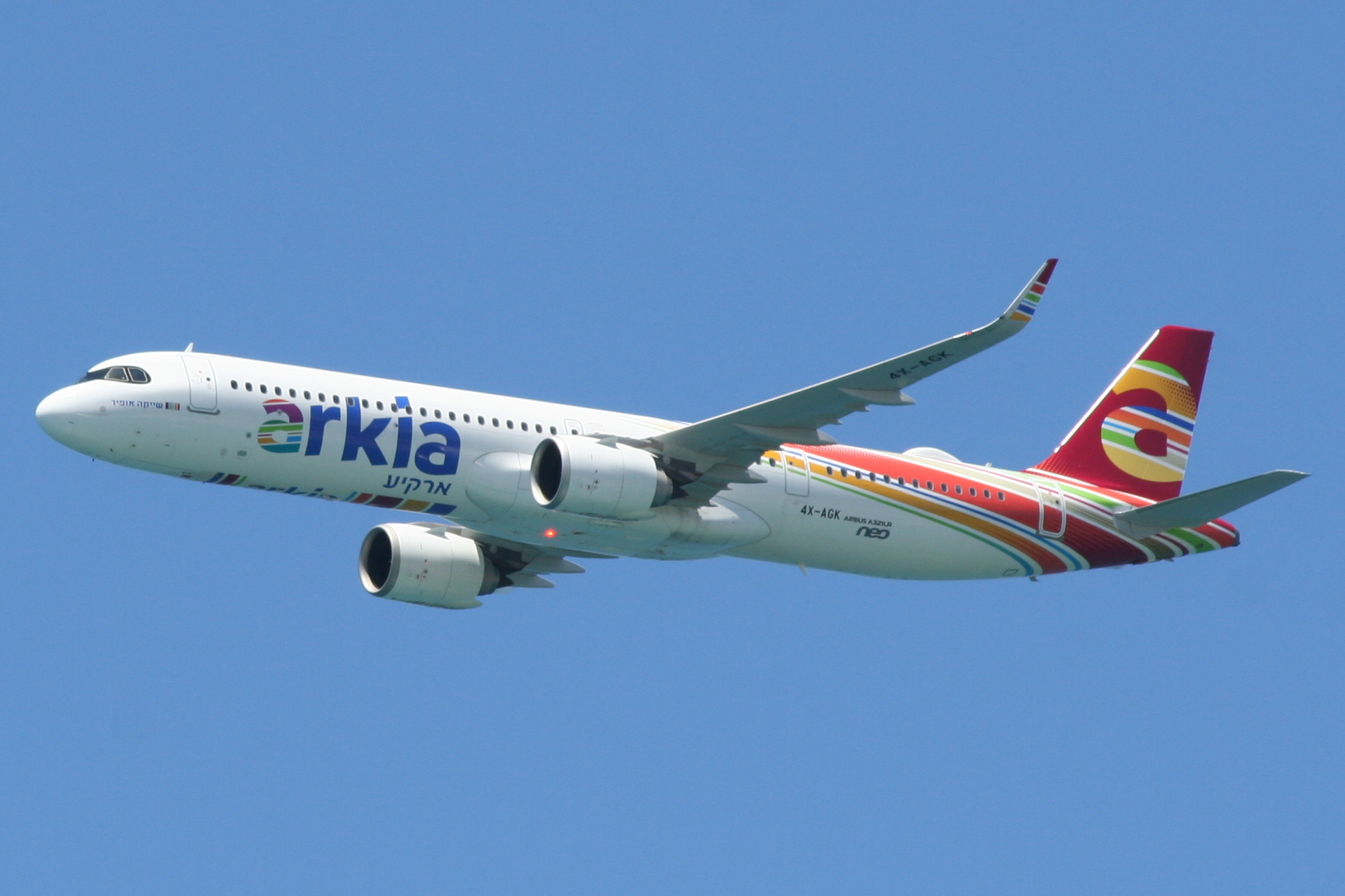
Airbus A320neo w barwach Arkia Israel Airlines

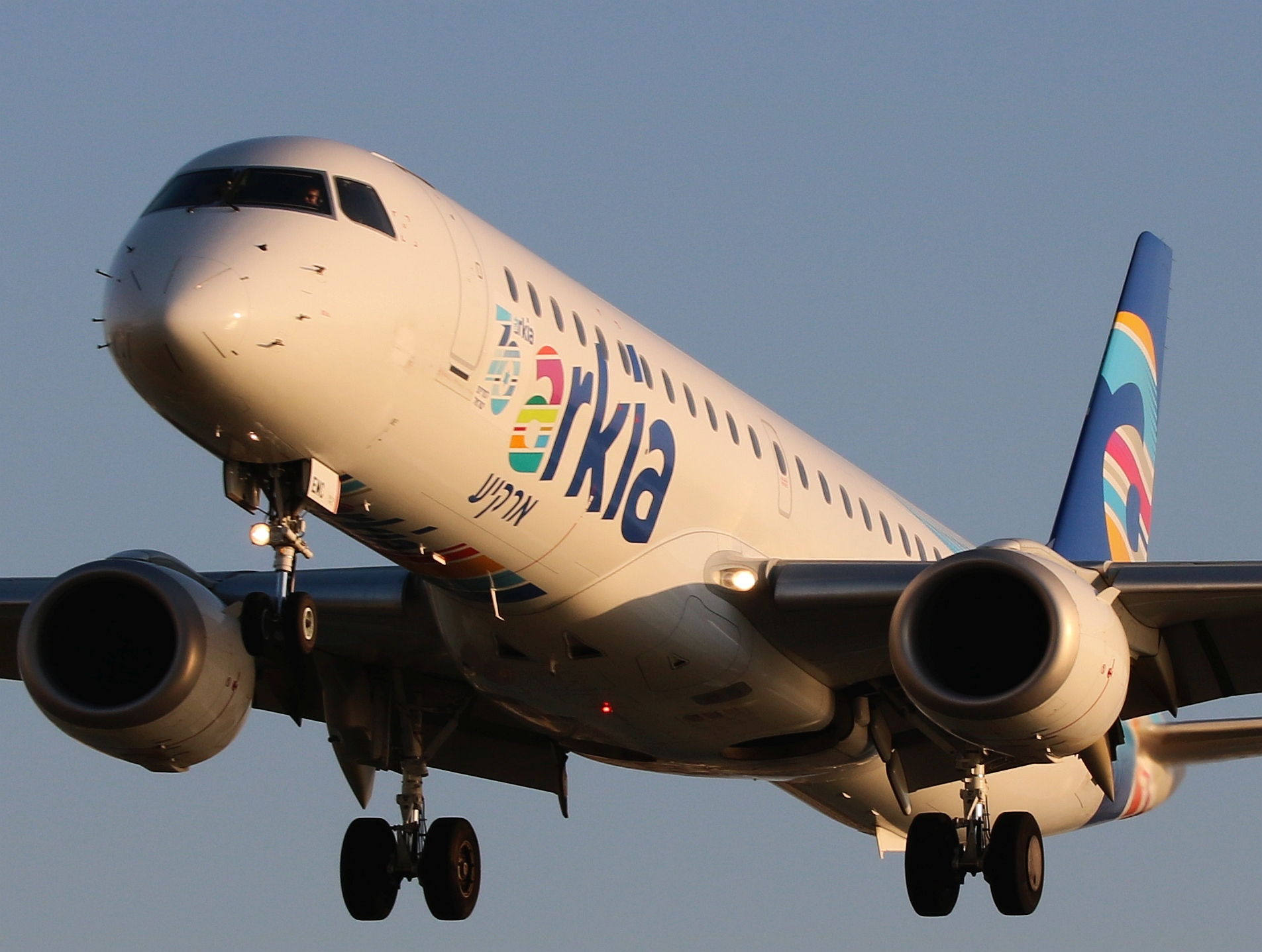
Embraer 195 należący do linii lądujący na lotnisku Tel Awiw-Sede Dov

Arkia Israel Airlines (hebr. ארקיע) –  izraelska linia lotnicza obsługująca stałe połączenia oraz rejsy czarterowe w Izraelu, do Europy Zachodniej i w rejonie Morza Śródziemnego.
Głównym portem lotniczym jest międzynarodowe lotnisko imienia Ben Guriona w Tel Awiwie. Macierzystym lotniskiem jest port lotniczy im. Ben Guriona w Tel Awiwie, jednak samoloty Arkia latają także z portu lotniczego Sede Dow, Owda i Ejlatu.

## Historia
Linia lotnicza została założona w 1949 przez El Al i federację zawodową robotników Histadrut, jako Arkia Inland Airlines. W nowo powstałym przedsiębiorstwie El Al posiadało 50% udziałów. Samoloty Arkia miały obsługiwać linie krajowe z Tel Awiwu na północ i południe Izraela, pełniąc w ten sposób funkcję pomocniczą dla głównego państwowego przewoźnika lotniczego jakim był El Al. Działalność rozpoczęto w 1950, dysponując zaledwie małym dwupłatowym samolotem pasażerskim De Havilland DH.89, do którego następnie dołączył DC-3 Dakota. Pierwsze loty odbywały się na trasach łączących Tel Awiw z Rosz Piną na północy i Ejlatem na południu. W pierwszym roku działalności wykonywano dwa loty w tygodniu i przewieziono w ten sposób ogółem 13 485 pasażerów.
W następnych latach linie zmieniły nazwę na Eilata Airlines, potem na Aviron, i obecnie Arkia Israel Airlines. W latach 50. linie zmodernizowały flotę o większy samolot DC-3 Dakota i rozwinęły usługi do dwóch lotów dziennie. Pozwoliło to uzyskać wynik ponad 70 tys. pasażerów przewożonych rocznie. W 1956 roku dwie Dakoty należące do Arkii zmobilizowano w celu wykorzystania ich do desantu spadochroniarzy otwierającego operację „Kadesz”.
Ponieważ w latach 60. nastąpiła rozbudowa Ejlatu jako znanego i popularnego kurortu nadmorskiego, Arkia podjęła na przełomie 1967/1968 decyzję o zakupie dwusilnikowego samolotu pasażerskiego Handley Page Herald. Umożliwiło to otworzenie nowych linii do Jerozolimy i Szarm el-Szejk. Pod koniec lat 60. utworzono zależną linię lotniczą Kanaf Arkia Airline oraz jednostkę usługową Aviation Services. W nowo powstałych przedsiębiorstwach Arkia posiadała 50% udziałów. Linie lotnicze Kanaf obsługiwały krajowe loty lotnicze z Rosz Piny na północy do Ofiry (obecnie Szarm el-Szejk) na południu.
W marcu 1980 Arkia połączyła się z Kanaf Airline tworząc jedne linie lotnicze. Spółka była własnością Kanaf-Arkia Airlines (75%) i pracowników (25%). 8 kwietnia 1982 El Al sprzedała swoje udziały w Arkia Israel Airlines. Arkia szybko rozwijała się i w latach 80. wkroczyła na rynek lotów międzynarodowych. W 2006 bracia Nakash i Jordache Enterprises kupili 75% udziałów spółki.
W lutym 2007 linie otrzymały zezwolenie otworzenia stałych połączeń lotniczych do Larnaka na wyspie Cypr (po wycofaniu się z tej linii El Al) i do Dublinu w Irlandii. Od lipca 2007 Arkia świadczy usługi czarterowe na liniach do Nowego Jorku (USA) i Bangkoku (Tajlandia), a od lutego 2008 weszła na linię do Paryża (Francja).

## Flota
Według stanu na czerwiec 2025 flota Arkia składała się z 7 samolotów o średnim wieku 12,2 lat:
| Samolot         | Samolot | Samolot   | Liczba miejsc | Liczba miejsc | Uwagi |
| Model           | Aktywne | Zamówione | E             | Łącznie       | Uwagi |
| --------------- | ------- | --------- | ------------- | ------------- | ----- |
| Airbus A320-200 | 2       | –         | 180           | 180           |       |
| Airbus A321neo  | 2       | –         | 220           | 220           |       |
| Embraer 195     | 3       | –         | 122           | 122           |       |
| Łącznie         | 7       | 0         |               |               |       |